# Poul Andreas Lüders
Poul Andreas Lüders (27. november 1828 i Horsens – 16. december 1891 i Aarhus) var malermester i Aarhus. Fra ca. 1850 malede han altermalerier til kirker i omegnen af Aarhus. Lüders' alterbilleder er tidstypiske, hans Kristusfremstillinger var påvirket af J.L. Lund. Hovedparten af Lüders' malerier er nu nedtaget og erstattet af andre, men flere er ophængt andetsteds i kirken.